# Amphistomus macphersonensis
Amphistomus macphersonensis är en skalbaggsart som beskrevs av Matthews 1974. Amphistomus macphersonensis ingår i släktet Amphistomus och familjen bladhorningar. Inga underarter finns listade i Catalogue of Life.